# Eleição municipal de Maracanaú em 1988
A eleição municipal de Maracanaú em 1988 ocorreu em 15 de novembro. O prefeito titular era Anastácio Soares (PDS), que terminaria seu mandato em 1 de janeiro de 1989. O então vereador da cidade, Júlio César Costa Lima (PMB), foi eleito prefeito em turno único, vencendo Francisco de Paula, do PMDB, apoiado pelo então governador, Tasso Jereissati.
O prefeito eleito Júlio César é natural de Fortaleza, graduado em Ciências Econômicas pela UNIFOR. Iniciou sua vida política em 1984, se elegendo vereador da recém criada Maracanaú, o qual participou com outros cidadãos para a sua emancipação, desmembrando-se de Maranguape. Em 1986, torna-se Presidente da Câmara Municipal. Dois anos depois, em meio as transformações políticas no Brasil, foi candidato a prefeito pelo extinto PMB, sagrando-se vencedor do pleito com 52,74% dos votos válidos e desbancando outros nove candidatos, dentre eles, o então peemedebista Francisco de Paula (este que fora candidato na primeira eleição municipal, em 1984).

## Resultado da eleição

### Prefeito
| Partido | Candidatos a prefeito              | Candidatos a vice                 | Número | Coligação            | Votos Nominais | %/Válidos |
| ------- | ---------------------------------- | --------------------------------- | ------ | -------------------- | -------------- | --------- |
| PMB     | Júlio César                        | Francisco Rodrigues Andrade       | 26     | PMB, PDT, PCB        | 18.027         | 52,74%    |
| PMDB    | Francisco de Paula Araújo Ferreira | Haroldo Pinheiro Maia             | 15     | PMDB, PSB, PCdoB, PJ | 7.207          | 21,09%    |
| PDS     | Leda Maria Dutra Portácio          | Raimundo Pereira de Queiroz Filho | 11     | PDS                  | 4.085          | 11,95%    |
| PSC     | Francisco Ribeiro de Moura         | João José Pinto                   | 20     | PSC                  | 2.604          | 7,62%     |
| PTB     | Antônio Marques Barroso            | Manoel de Souza Lima              | 14     | PTB                  | 702            | 2,05%     |
| PL      | José Gomes Coutinho                | Ercílio Prestinho Junquilho       | 22     | PL                   | 474            | 1,39%     |
| PT      | Carlos Augusto de Alencar Viana    | Maria Galdino dos Santos          | 13     | PT                   | 442            | 1,29%     |
| PTR     | José Maria de Sousa                | Francisco Farias de Castro        | 28     | PTR                  | 385            | 1,13%     |
| PDC     | Francisco Delmo Pereira            | Fausto Luiz Silva Thé             | 17     | PDC                  | 176            | 0,51%     |
| PFL     | Manoel Alcides Rocha               | José Maria Batista do Nascimento  | 25     | PFL, PSD             | 78             | 0,23%     |

| Partido | Partido | Candidato          | Votos  | Votos (%) |
| ------- | ------- | ------------------ | ------ | --------- |
|         | PMB     | Júlio César        | 18 027 | 52,74%    |
|         | PMDB    | Francisco de Paula | 7 207  | 21,09%    |
|         | PDS     | Leda Maria         | 4 085  | 11,95%    |
|         | PSC     | Francisco Ribeiro  | 2 604  | 7,62%     |
|         | PTB     | Antônio Marques    | 702    | 2,05%     |
|         | PL      | José Gomes         | 474    | 1,39%     |
|         | PT      | Carlos Augusto     | 442    | 1,29%     |
|         | PTR     | José Maria         | 385    | 1,13%     |
|         | PDC     | Delmo Pereira      | 176    | 0,51%     |
|         | PFL     | Manoel Alcides     | 78     | 0,23%     |
| Totais  | Totais  | Totais             | 34 180 |           |

- Votos válidos: 34.180 - Brancos: 7.338 - Nulos: 3.486